# Peritresius
Peritresius è un genere estinto di tartaruga marina vissuta nel Cretaceo superiore (Campaniano-Maastrichtiano), in quella che oggi è la costa orientale degli Stati Uniti.

## Tassonomia
Il genere Peritresius contiene due specie, Peritresius ornatus descritta da Leidy (1856), e Peritresius martini descritta da Gentry, Parham, Ehret & Ebersole (2018), entrambe ritrovate in depositi risalente all'età Campaniano-Maastrichtiano nel New Jersey, Alabama e Mississippi.